# Habsburg–Toscanai Károly Szalvátor főherceg
Habsburg–Toscanai Károly Szalvátor (ismert még mint Toscanai Károly Szalvátor főherceg, németül: Erzherzog Karl Salvator von Österreich–Toskana, olaszul: Arciduca Carlo Salvatore d'Asburgo-Toscana; Firenze, 1839. április 30. – Bécs, 1892. január 18.), a Habsburg–Lotaringiai-ház toscanai ágából származó osztrák főherceg, toscanai herceg, II. Lipót toszkánai nagyherceg és Bourbon–Szicíliai Mária Antónia gyermeke, egyben a Császári és Királyi Hadsereg altábornagya. Fia, Ferenc Szalvátor főherceg I. Ferenc József osztrák császár és magyar király leányát, Habsburg–Lotaringiai Mária Valéria főhercegnőt vette feleségül.

## Élete

### Származása, testvérei
Károly Szalvátor főherceg édesapja a Habsburg–Lotaringiai-ház toszkánai ágából származó II. Lipót toszkánai nagyherceg (1797–1870) volt, III. Ferdinánd toszkánai nagyhercegnek (1769–1824), salzburgi és würzburgi nagyhercegnek, salzburgi választófejedelemnek (Kurfürst) és első feleségének, a nápolyi Bourbon-házból való Lujza Mária Amália nápoly–szicíliai királyi hercegnőnek (1773–1802) fia.
Édesanyja Lipót második felesége, az olasz Bourbon (Borbone) házból való Mária Antónia nápoly–szicíliai királyi hercegnő (1814–1898) volt, I. Ferenc (Francisco Gennaro) nápoly–szicíliai király (1777–1830) és Mária Izabella spanyol infánsnő (1789–1848) leánya.
Apjának első házasságából, amelyet 1856-ban Mária Anna Karolina szász királyi hercegnővel (1799–1832), Miksa szász herceg (1759–1838) leányával kötött, három gyermek született, Károly Szalvátor féltestvérei: 
- Mária Karolina főhercegnő (1822–1841), fiatalon meghalt.
- Auguszta Ferdinanda (Auguste Ferdinande) főhercegnő (1825–1864), aki Luitpold herceghez (1821–1912), Bajorország későbbi régenséhez ment feleségül. Fia, Lipót Miksa herceg (1846–1930) később Gizella főhercegnőt, Ferenc József császár legidősebb leányát vette feleségül.
- Maximiliána főhercegnő (1827–1834), gyermekként meghalt.

Első feleségének halála után II. Lipót herceg 1833. június 7-én feleségül vette Mária Antónia nápoly–szicíliai királyi hercegnőt (1814–1898), I. Ferenc nápoly–szicíliai király és Mária Izabella spanyol infánsnő leányát. A második házasságból tíz gyermek született:
1. Mária Izabella főhercegnő (1834–1901), aki a Bourbon-házból való Francesco di Paolához, Trapani grófjához, I. Ferenc nápoly–szicíliai király fiához ment férjhez.
2. Ferdinánd főherceg (1835–1908), a későbbi IV. Ferdinánd, Toszkána utolsó uralkodó nagyhercege.
3. Mária Terézia főhercegnő (1836–1838), kisgyermekként meghalt.
4. Mária Krisztina (1838–1849), gyermekként meghalt.
5. Károly Szalvátor főherceg (1839–1892).
6. Mária Anna főhercegnő (1840–1841), kisgyermekként meghalt.
7. Rainer főherceg (1842–1844), kisgyermekként meghalt.
8. Mária Lujza főhercegnő (1845–1917), aki 1865-ben V. Károly isenburg–büdingeni herceghez (1838–1899) ment feleségül.
9. Lajos (Ludwig) Szalvátor főherceg (1847–1915), neves tengerkutató .
10. János Szalvátor főherceg (* 1852; későbbi polgári nevén Johann Orth hajóskapitány. Eltűnt a tengeren 1890-ben, holttá nyilvánították 1911-ben).

1849-ben lépett katonai pályára a Ferenc Józsefről elnevezett 6. dzsidásezrednél szolgált kapitányként, 1857-ben már őrnagy. Mindeközben a toszkánai hadseregben is szolgált; 1857-ben ezredesként lépett az 1859-ben kitört szárd–francia–osztrák háborúban csatasorba. 1859 áprilisában a hercegi család elhagyni kényszerült Toszkánát, és Ausztriában telepedtek le. 1860. január 16-án a 77. gyalogezred ezredtulajdonosa lett. 1876 áprilisában vezérőrnagyi kinevezést kapott. Tíz évvel később, 1886 október 24-én lett altábornagy, e rangot haláláig viselte.

### Házassága, gyermekei

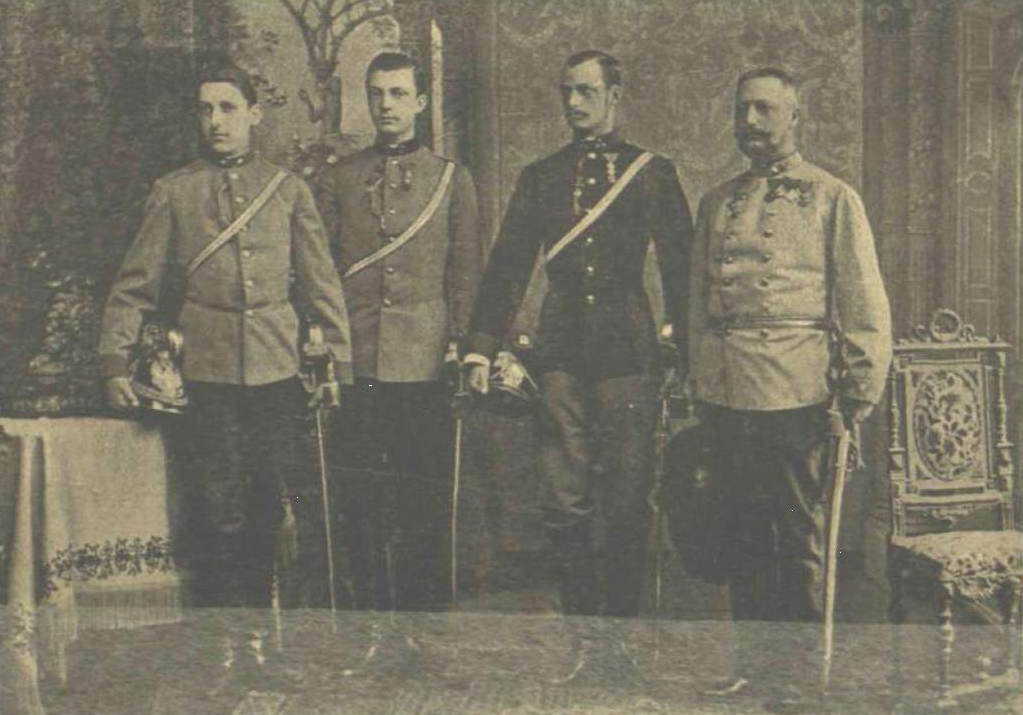
Károly Szalvátor főherceg három fiával: Lipóttal, Ferenccel és Alberttel

1861. szeptember 19-én Rómában feleségül vette az olasz Bourbon (Borbone) házból való Mária Immakuláta Klementina nápoly–szicíliai királyi hercegnőt (1844–1899), II. Ferdinándnak (1810–1859), Nápoly és Szicília („a két Szicília”) királyának, és Mária Terézia Izabella (becenevén „Tetella”) osztrák főhercegnőnek (1816–1867) leányát. Vőlegény és menyasszony elsőfokú unokatestvérek voltak, mivel Károly Szalvátor anyja, Mária Antónia nápoly–szicíliai királyi hercegnő és apósa, II. Ferdinánd király testvérek voltak, mindketten I. Ferenc nápoly–szicíliai király gyermekei. Házasságukból tíz gyermek született, közülük hatan érték meg a felnőttkort:
1. Mária Terézia Antonietta főhercegnő (1862–1933), aki Károly István osztrák főherceghez (1860–1933) ment feleségül.
2. Lipót Szalvátor főherceg (1863–1931) vezérezredes, tüzértábornok.
3. Ferenc Szalvátor főherceg (1866–1939), aki 1890-ben feleségül vette Mária Valéria osztrák főhercegnőt, I. Ferenc József és Erzsébet királyné legfiatalabb leányát.
4. Karolina Mária Immakuláta főhercegnő (1869–1945) , aki Ágost Lipót Szász-Koburg-Gothai herceghez (1867–1922) ment feleségül.
5. Albert Szalvátor főherceg (1871–1896), fiatalon meghalt. Katona pályájának részeként hosszabb időt töltött Szombathelyen, mint huszártiszt. A Bozen melletti Grieszben halt meg, ahova az orvosok tanácsára utazott tüdőhurutjának kezelése céljából.[1]
6. Mária Antonietta főhercegnő (1874–1891), fiatalon meghalt.
7. Mária Immakuláta Raineria főhercegnő (1878–1968), aki Róbert württembergi herceghez (1873–1947) ment feleségül.
8. Rainer Szalvátor főherceg (1880–1889), gyermekként meghalt.
9. Henrietta főhercegnő (1884–1886), kisgyermekként meghalt.
10. Ferdinánd Szalvátor főherceg (1888–1891), kisgyermekként meghalt.

Ferenc József és Károly Szalvator nemcsak rokonok, de bizalmas barátok is voltak, ennek tudható be, hogy feleségének, Mária Immakuláta főhercegnének, gyermekei születésekor Ferenc József császár és király minden alkalommal egy-egy értékes gyöngysorral kedveskedett. A főhercegné szépségére és a bőséges gyermekáldásra féltékeny Erzsébet császárné viszont emiatt „gyöngyhalászoknak” gúnyolta a családot.
Ifjú éveiben sokat foglalkozott a fegyvertechnikával, kitanulta a műlakatosságot. Érdeklődésének eredményeként sikerült szabadalmaztatnia egy fegyvert, ami Zentralfeuer-Jagdgewehr néven vált ismertté. Gróf Georg von Dormus őrnaggyal együtt olyan korai öntöltő fegyvereket szabadalmaztatott, mint a Salvator-Dormus pisztoly és egy „Salvator-Dormus M1893” vagy Škoda M1893 néven a Monarchia haderejében is rövid időre rendszeresítésre került nehéz géppuska.
Élete utolsó éveit ízületi megbetegedés (köszvény) keserítette meg, kezelés céljából rendszeresen felkereste a badeni fürdőt. A fürdőidőszak után a telet családjával együtt a felső-ausztriai Traunkirchenben töltötte.
Feleségének unokahúga, Mária Annunciáta hercegnő (1842–1871) a Habsburg–Lotaringiai uralkodócsalád tagjához, Károly Lajos főherceghez (1833–1896), Ferenc József császár öccséhez ment feleségül 1862-ben. Az ő legidősebb fiuk lett Ferenc Ferdinánd főherceg (1863–1914), az Osztrák–Magyar Monarchia trónörököse, unokájuk pedig Károly császár és király.

### Halála, temetése
1891 január elején a főherceget ágynak döntötte az influenza, ami később tüdőgyulladássá fajult. A megelőző két hónapban a Habsburg család több tagja is áldozatul esett e betegségnek: Henrik és testvére, Zsigmond főhercegek, valamint Henrik felesége is.
Miután a Károly Szalvátor állapota egyre rosszabbra fordult, orvosai skótzuhannyal próbálkoztak, előbb meleg vízben fürdették, majd hirtelen hidegvizes lepedőkbe burkolták, de már ez sem használt. A főherceg végül Bécsben hunyt el, 1892. január 18-án, 52 éves korában. A bécsi kapucinusok templomában, a Ferdinánd-kriptában (Ferdinandsgruft) temették el, fiatalon meghalt gyermekei mellé. 1899-ben ugyanide helyezték elhunyt feleségét, Mária Immakuláta főhercegnét is.